# أليسيا مارين
أليسيا مارين (بالإسبانية: Alicia Marin)‏ هي نبالة إسبانية، ولدت في 17 أبريل 1997.

## روابط خارجية
- أليسيا مارين على موقع الاتحاد الدولي للرماية بالسهام (الإنجليزية)
- أليسيا مارين على موقع اللجنة الأولمبية الدولية (الإنجليزية)
- أليسيا مارين على موقع أوليمبيديا (الإنجليزية)